# Dick Pound
Richard William Duncan Pound (St. Catharines, 22 marzo 1942) è un avvocato, dirigente sportivo ed ex nuotatore canadese.
È stato presidente dell'Agenzia mondiale antidoping (WADA), del Comitato Olimpico Canadese, e vicepresidente del Comitato Olimpico Internazionale (CIO).
Dal 4 aprile 2014 presiede l'Olympic Broadcasting Services, struttura deputata alla gestione delle riprese e della diffusione radiotelevisiva delle competizioni olimpiche.